# 鹿児島県道242号川尻浦山川線
鹿児島県道242号川尻浦山川線（かごしまけんどう242ごう かわしりうらやまがわせん）は、鹿児島県指宿市を通る一般県道である。

## 概要
2002年（平成14年）頃に徳光（とっこう）バイパスと呼ばれるバイパスが完成し、旧道は市道（当時は山川町道）に格下げされた。

### 路線データ
- 起点：鹿児島県指宿市開聞川尻（川尻漁港）
- 終点：鹿児島県指宿市山川大山（長崎鼻入口交差点、国道226号交点）

## 路線状況

### 重複区間
- 鹿児島県道243号長崎鼻公園開聞線（指宿市開聞川尻 - 指宿市山川岡児ヶ水）

## 地理

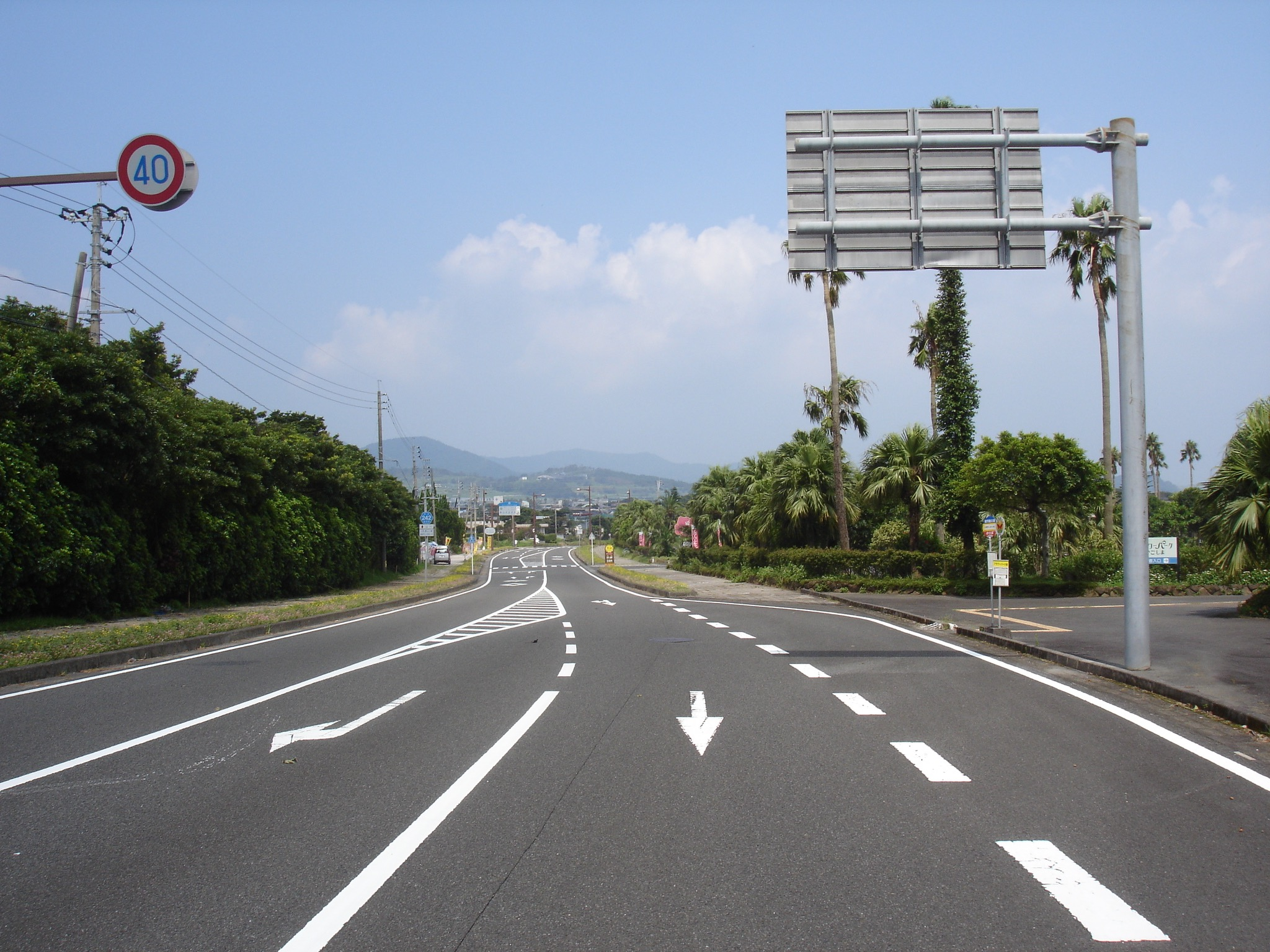
指宿市山川岡児ケ水（2015年9月）

### 通過する自治体
- 指宿市

### 交差する道路
| 交差する道路                                 | 交差する場所 | 交差する場所            |
| -------------------------------------------- | ------------ | ----------------------- |
| 鹿児島県道243号長崎鼻公園開聞線 重複区間起点 | 開聞川尻     |                         |
| 鹿児島県道243号長崎鼻公園開聞線 重複区間終点 | 山川岡児ヶ水 |                         |
| 国道226号                                    | 山川大山     | 長崎鼻入口交差点 / 終点 |

### 交差する鉄道
- 指宿枕崎線

### 沿線
- フラワーパークかごしま